# 악마의 리들
《악마의 리들》(일본어: 悪魔のリドル 아쿠마노리도루[*])은 코우가 윤이 쓰고 미나카타 스나오가 그린 일본의 만화이다. 가도카와 서점의 뉴타입 2012년 9월호부터 2016년 11월호까지 연재되었다. 텔레비전 애니메이션은 쿠사카와 케이조가 감독했고 디오미디어가 제작했는데, 2014년 4월 3일부터 6월 19일까지 MBS 방송 계열에서 방영하였다. 또한, 대한민국에서는 애니플러스에서 방영중에 있다.

## 줄거리
사립 여자 기숙학교 묘조 학원에서, 열 세명의 소녀들은 학원의 10학년 흑반으로 전학을 온다. 이 열 세명의 학생 중에서, 열 두명은 나머지 한 명, 이치노세 하루라는 소녀를 암살하기 위해 온 암살자들이다. 암살을 성공한다면, 원하는 소원은 어떤 것이든 들어 준다. 하지만, 실패한다면 그들은 퇴학당한다. 암살자 중 한 명인 아즈마 토카쿠는, 하루를 다른 암살자로부터 보호하기 위해 자신의 팀을 배신하고 대항하기로 한다.